# Бодгічітта
Бодгічітта (санскр. बोधिचित्त, bodhicitta , «просвітлена думка, серце»; кит.: 菩提心, Пу Ди Сінь; яп. 菩提心, бодайсін) — філософсько-світоглядна доктрина буддизму, що проголошує співчутливу любов до всіх живих істот і обумовлює служіння бодгісаттв заради порятунку всіх живих істот з ланцюга перероджень.

## Визначення
Термін бодгічітта визначається і пояснюється по-різному в різних буддійських джерелах Махаяни. За словами Пола Вільямса, основним значенням бодгічітти в індійських джерелах (таких як Бодгіпатхапрадіпа Атіші) є висока мотивація:
«прагнення повністю покінчити з усіма стражданнями інших разом із їхніми власними стражданнями... Ця бодгічітта є результатом глибокого співчуття (каруна) до страждань інших».
За словами 14-го Далай-лами, бодгічітта — це:
прагнення забезпечити добробут усіх живих істот і досягти стану Будди заради них — насправді є дистильована сутність, вичавлений сік, усіх вчень Будди, тому що в кінцевому підсумку намір Будди полягає в тому, щоб привести всіх живих істот до ідеального просвітлення.
Деякі сучасні східноазійські автори буддизму, такі як Д. Т. Судзукі та М. Анесакі, визначають бодгічітту як іманентне внутрішнє пробудження. Наприклад, Анесакі пише, що бодгічітта — це «первинна сутність нашого розуму, яка сама по собі полягає у вищому бодгі»."

## Види
Розрізняють бодгічітту намірів та дій.
Поняття Бодгічітта належить до Вчення Будди, означає думку (Чітту) про повне прояснення (Бодгі). Дослівно, бодгічітта — «Просвітлена думка».
«Хай стану я Буддою на благо всіх живих істот» — це стандартна фраза, що описує мотив прагнення до пробудження, виражає суть бодгічітти.